# 佐久間信盛
佐久間信盛（1527年—1582年2月18日、大永8年-天正10年1月16日）是日本戰國時代的武將。通稱半介、右衛門尉、夢齋定盛。居城是尾張山崎城、近江永原城和三河割屋城。曾經侍奉織田信秀、織田信長兩代的織田家重臣。弟弟是佐久間盛次。外號"撤退佐久間"。

## 生平
生於尾張國愛知郡山崎（今愛知縣名古屋市南區），自幼便侍奉織田信秀，後來親近少年時期的織田信長，信秀死後在家督繼承問題上支持信長，於織田信行謀反時也幫助信長出戰。桶狹間之戰時在善照寺砦寡兵與今川氏大軍奮戰立功，以此功成為當時信長家地位最高的重臣，並擔任信長長女德姬嫁入德川家時的護衛，早年信盛參與所有信長指揮的戰爭而倍受信賴。因為善於指揮掩護撤退的殿軍，因此又被稱為『撤退佐久間』，與『進攻柴田』的柴田勝家並稱。
在織田氏攻打觀音寺城期間，攻下箕作城獲得戰功。在伊勢長島平定一向宗勢力，在火燒比叡山獲得相當大的功績。1571年（元龜2年）獲得近江國栗太郡一帶的領地。
但信盛的人生巔峰也到此為止。
1573年信盛率領3000兵參加三方原支援德川軍，但是信盛率先撤退使平手汎秀陣亡，戰後遭信長斥責；後來鎮壓伊勢長島的農民起義也失利。同僚水野信元因三方原作戰不力被免職，信長念及信盛過往功勞非但未處罰反而給他增加封地，表示對信盛的器重，但是在後來的石山本願寺包圍戰中，信盛擔任總指揮率領尾張、三河、大和、河內、和泉、紀伊六國的兵力，用了四年仍無法攻克，最後還需勞煩信長親自出馬遊說方才投降。這一連串的事蹟讓信長認為信盛不復當年勇，不斷辜負自己的期望已無利用價值，埋下丟棄信盛的想法。
1580年8月，信長以十九條罪狀，把信盛及信榮父子兩人流放到高野山，信盛失勢後原本依附或親近佐久間家的黨羽全部鳥獸散，願意跟隨信盛父子一起到高野山的家臣只有兩三人，非常落魄。翌年在十津川死去，享年55歲，法名法洞無桂巖另稱宗佑。之後兒子信榮獲赦返回仕奉織田信忠。

## 登場作品
影視劇
- THE LEGEND & BUTTERFLY（2023年、東映、演：濱田學）
- 怎麼辦家康（2023年、NHK大河劇、演：立川談春）